# 2-Stunden-Rennen von Donington 1997

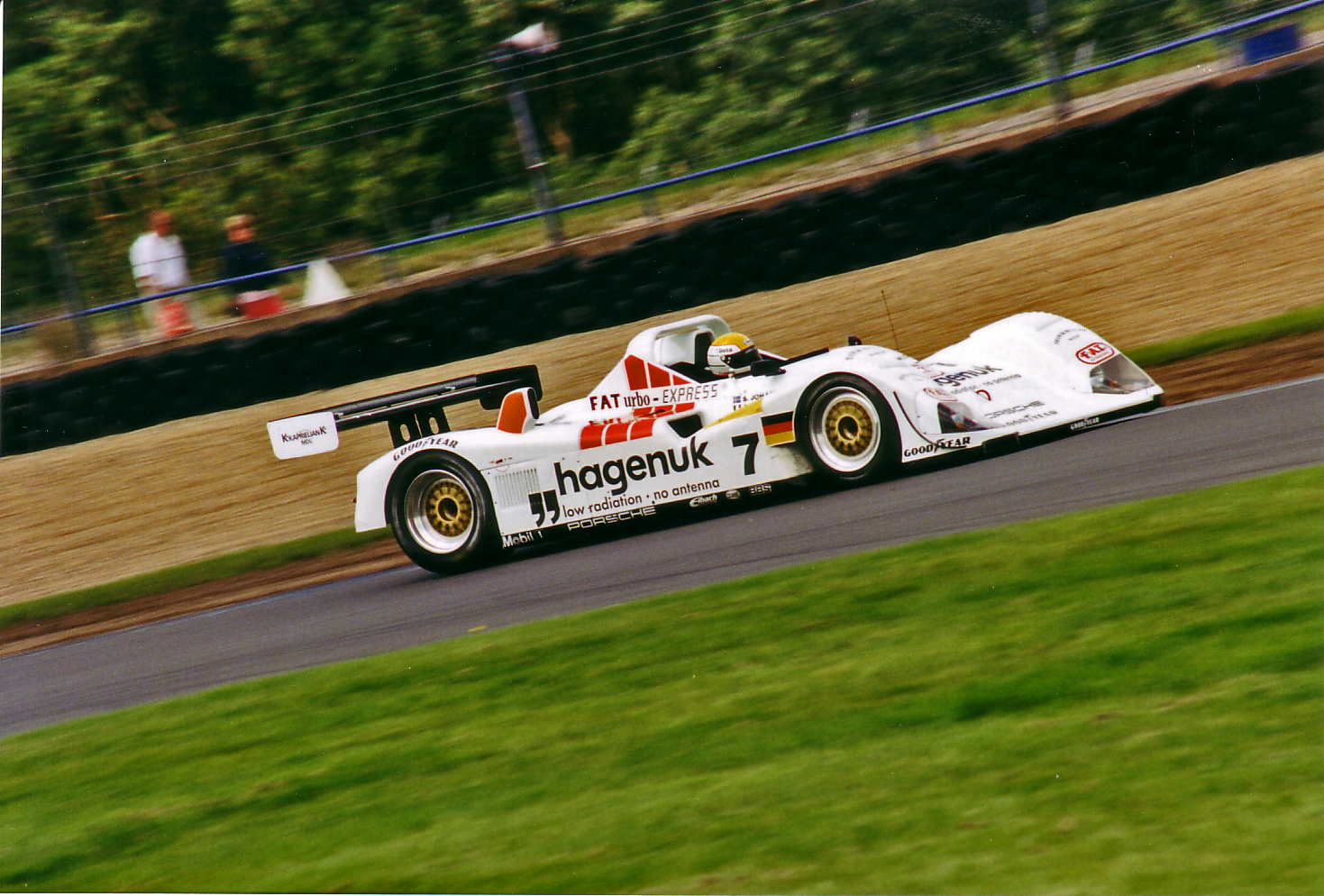
Pierluigi Martini am Steuer des siegreichen TWR-Porsche WSC-95

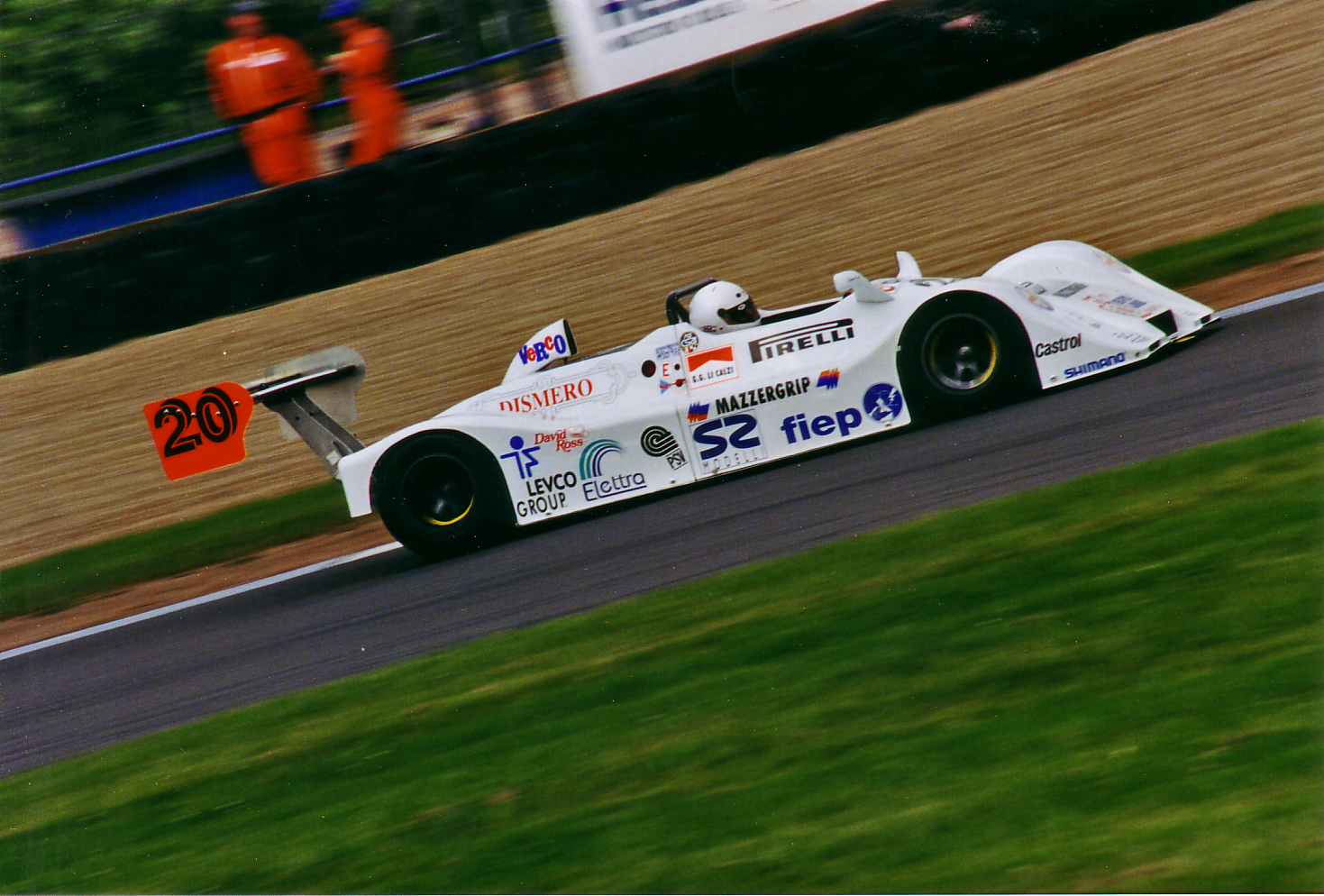
Der von Arturo Merzario gefahrene Centenari MAC97

Das 2-Stunden-Rennen von Donington 1997, auch Donington 2 Hours, Donington Park, fand am 6. Juli auf dem Donington Park Circuit statt und war der erste Wertungslauf der FIA-Sportwagen-Meisterschaft.

## Das Rennen
Das Rennen in Donington war die erste Veranstaltung der von John Montgoletsi gegründeten FIA-Sportwagen-Meisterschaft. Nach dem Ende der Sportwagen-Weltmeisterschaft 1992 gab es in Europa keine Rennserie für Sportwagen. Dem wollte Montgoletsi Abhilfe schaffen. Startberechtigt waren die Wagen der LMP-Klasse des Automobile Club de l’Ouest, die die Bezeichnung SR1 erhielten. Dazu kam die neu geschaffene SR2-Klasse für Sportwagen-Prototypen mit Produktionswagen-Motoren bis maximal 6 Zylinder und 3 Liter Hubraum.
Nach 2:01:07,915 Stunden Fahrzeit gewannen Stefan Johansson und Pierluigi Martini im TWR-Porsche WSC-95 die Gesamtwertung, eine Minute und 28 Sekunden vor dem Ferrari 333SP von Fredy Lienhard und Didier Theys. Für den von Joest Racing eingesetzten TWR-Porsche WSC-95 war es der dritte Rennsieg beim dritten Start.

## Ergebnisse

### Schlussklassement
| 1               | SR1 | 7  | Joest Racing        | Stefan Johansson Pierluigi Martini     | TWR-Porsche WSC-95 | 80 |
| 2               | SR1 | 6  | Horag Hotz Racing   | Fredy Lienhard Didier Theys            | Ferrari 333SP      | 80 |
| 3               | SR1 | 4  | Courage Compétition | Didier Cottaz Jérôme Policand          | Courage C36        | 77 |
| 4               | SR1 | 5  | ELF La Filiere      | Emmanuel Clérico Henri Pescarolo       | Courage C36        | 74 |
| 5               | SR2 | 20 | Centenari           | Arturo Merzario Giovanni Li Calzi      | Centenari MAC97    | 72 |
| Ausgefallen     |     |    |                     |                                        |                    |    |
| 6               | SR1 | 8  | Pilot Racing        | Adrián Campos Michel Ferté             | Ferrari 333SP      | 76 |
| 7               | SR2 | 18 | Didier Bonnet       | Glenn Dudley Paul Cope                 | Debora LMP297      | 22 |
| 8               | SR1 | 17 | Didier Bonnet       | Jacques Chevallier Didier Bonnet       | Debora LMP296      | 6  |
| Nicht gestartet |     |    |                     |                                        |                    |    |
| 9               | SR1 | 14 | Pacific Racing      | Franz Konrad Richard Dean Wido Rössler | BRM P301           | 1  |

1 Elektrikschaden im Training

### Nur in der Meldeliste
| Pos. | Klasse | Nr. | Team                | Fahrer              | Chassis            |
| ---- | ------ | --- | ------------------- | ------------------- | ------------------ |
| 10   | SR1    |     | Kremer Racing       |                     | Kremer K8 Spyder   |
| 11   | SR1    |     | Courage Compétition |                     | Courage C41        |
| 12   | SR1    |     | BDD Racing          |                     | Lola T92/10        |
| 13   | SR1    |     | BDD Racing          |                     | Lola T92/10        |
| 14   | SR1    | 10  | Kremer Racing       |                     | Kremer K8 Spyder   |
| 15   | SR1    | 10  | Konrad Motorsport   | Franz Konrad        | Porsche 962 Spyder |
| 16   | SR1    | 15  | SCI Team            | Ranieri Randaccio   | Spice SE90C        |
| 17   | SR1    | 21  | Peroni Racing       | Piergiuseppe Peroni | Lucchini 96        |

### Klassensieger
| Klasse | Fahrer           | Fahrer            | Fahrzeug           | Platzierung im Gesamtklassement |
| ------ | ---------------- | ----------------- | ------------------ | ------------------------------- |
| SR1    | Stefan Johansson | Pierluigi Martini | TWR-Porsche WSC-95 | Gesamtsieg                      |
| SR2    | Arturo Merzario  | Giovanni Li Calzi | Centenari MAC97    | Rang 5                          |

### Renndaten
- Gemeldet: 17
- Gestartet: 9
- Gewertet: 5
- Rennklassen: 2
- Zuschauer: unbekannt
- Wetter am Rennwochenende: heiß und trocken
- Streckenlänge: 4,020 km
- Fahrzeit des Siegerteams: 2:01:07,915 Stunden
- Runden des Siegerteams: 80
- Distanz des Siegerteams: 321,598 km
- Siegerschnitt: 159,296 km/h
- Pole Position: Michel Ferté – Ferrari 333SP (#8) – 1:25,673 = 168,920 km/h
- Schnellste Rennrunde: Pierluigi Martini – TWR-Porsche ESC-95 (#7) – 1:27,265 = 168,920 km/h
- Rennserie: 1. Lauf zur FIA-Sportwagen-Meisterschaft 1997